# Lebendmöbel

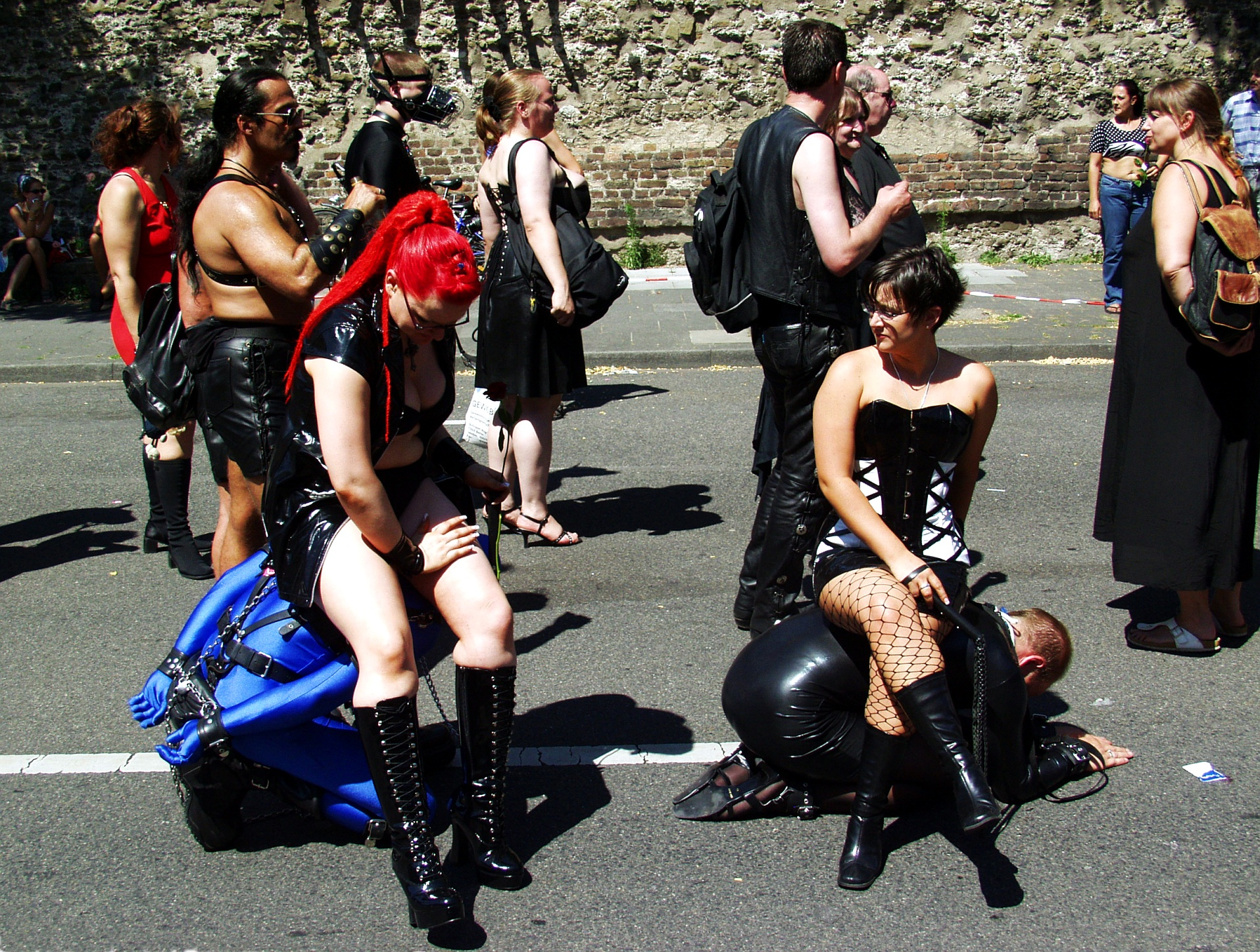
CSD 2006: Zwei Bottoms werden unterwegs als Sitzmöbel benutzt

Lebendmöbel ist ein erotisches Rollenspiel, das auch unter der  Bezeichnung Forniphilie (von engl. forniphilia) bekannt ist und in verschiedenen Formen vorkommt. Diese Sexualpraktik gehört zu der Gruppe der Spiele im Bereich des BDSM, bei denen der Bottom von einem Top zu einem Gebrauchsgegenstand gemacht wird. Außerhalb des BDSM wird manchmal auf Partys ein „erotisches Lebendbuffet“ angeboten, bei dem das Essen auf dem Körper einer nackten Frau (seltener Mann) angerichtet wird.

## Das Rollenspiel

### Kennzeichen
Bei der Forniphilie benutzt der Top den Bottom unter anderem als Aschenbecher, Fußhocker, Sitzbank oder Tisch. Der Bottom kann dabei nackt oder im Gegenteil durch Kleidung von seiner Umwelt möglichst vollständig isoliert sein; er kann durch Fesselungen (Bondage) in der benötigten Haltung verharren müssen oder sie selbst einnehmen. Oft wird beim Spiel eine möglichst lange Zeitdauer angestrebt, um den Objekt-Status des Bottoms zu unterstreichen. Der Bottom muss dabei nicht völlig passiv sein. Bei einigen Formen wie einem Tisch kann seine Mithilfe unerlässlich sein, wenn zum Beispiel ein Weinglas auf seinem Rücken abgestellt wurde und er dafür sorgen muss, dass es nicht umkippt.

### Häufige Formen
Aschenbecher: Es gibt zwei Varianten für die Umsetzung: Entweder fängt der Bottom mit einer oder zwei geöffneten Händen die Asche auf oder diese wird in seinen offenen Mund abgeklopft. Bei der letzten Form müssen einige Sicherheitsmaßnahmen beachtet werden.
Buffet: Wie beschrieben, liegt der Bottom meist nackt auf einem Tisch und wird mit Essen bedeckt, das der Top oder die Tops dann abnehmen. Die Form gilt als in Japan verbreitet und kann dort Teil eines Geschäftsessens sein. Es gibt strenge Verhaltensregeln, z. B. die Reinigung betreffend.
Fußbank und Hocker: Der Bottom kniet auf allen vieren oder ist zu einer Kugel zusammengeschnürt, während der Top seine Füße auf ihn legt. Das Spiel enthält damit Elemente des Fußfetischismus.
Kerzenhalter: Diese Formen verwenden Elemente der Wachsspiele: Der Bottom muss in seinen Händen oder seinem Mund Kerzen halten, oder sie werden ihm in Körperöffnungen gesteckt.
Sitzgelegenheit: Diese Formen erfolgen meist als Sitzbank bei einem Top mit leichtem Körpergewicht und einem Bottom, der auf allen vieren liegt. Die Verwendung des Bottoms als Stuhl mit Rückenlehne erfordert einiges an Aufwand. Ein bekanntes Beispiel für einen weiblichen Bottom, der zu einem Bürostuhl umgewandelt wurde, findet sich bei den Arbeiten des Bondage-Künstlers Gord. Die verwandten Praktiken Facesitting bzw. Queening und Smothering werden meist nicht zur Forniphilie gezählt.
Statue: Der Bottom wird nicht direkt als Möbelstück verwendet, sondern als Zierelement benutzt oder allgemeiner zur Schau gestellt (siehe dazu Puppe).
Tisch: Der Bottom kniet auf allen vieren, wobei sein Rücken die Tischplatte darstellt. Teilweise wird ein Brett oder Ähnliches als echte Tischplatte benutzt, um das Abstellen von Geschirr zu vereinfachen.
Toilette: die Kombination von Forniphilie mit Natursekt oder Scat. Der Bottom kann dabei in eine Konstruktion eingeschlossen oder so gefesselt werden, dass es ihm unmöglich ist, den Mund zu schließen, zum Beispiel unter einem Toilettenstuhl.

### Spielelemente
Der Bottom kann in seiner Position gefesselt sein, einmal um seine Passivität zu erzwingen, aber auch um es ihm zu erleichtern, diese Stellung einzunehmen. Auch das genaue Gegenteil kann der Fall sein, wenn der Bottom so gefesselt wird, dass er sich anstrengen oder selbst quälen muss, um die erwartete Stellung zu halten. Wenn der Bottom als Statue ausgestellt wird, kann Zierbondage benutzt werden, um Körperteile zu betonen, wie beispielsweise durch eine Brustbondage.
Zum Bereich der Lebendmöbel gehören auch Spiele, bei denen sich der Bottom nicht bewegen darf, vergleichbar einem mentalen Bondage.

## Lebendmöbel im Internet

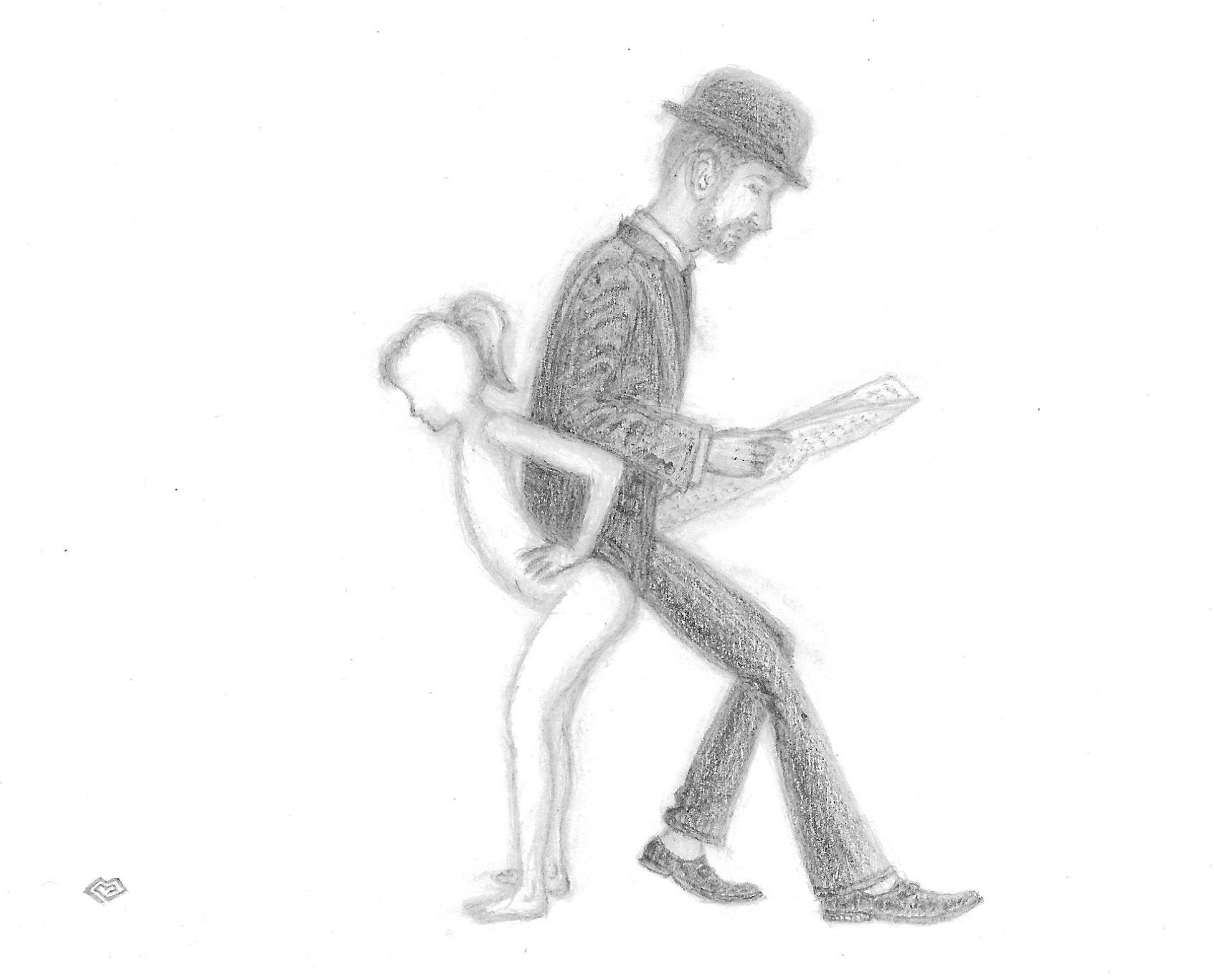

Auf verschiedenen Webseiten im Internet werden Darstellungen zum Thema Lebendmöbel bzw. Forniphilie zugänglich gemacht. Die dortigen Darstellungen bewegen sich mitunter in einer nach deutschem und anderem nationalen Recht rechtlichen Grauzone, z. B. aufgrund von § 184 Abs. 1 Nr. 2 StGB, obwohl oft diverse Jugendschutzbemühungen ersichtlich sind, wie z. B. einfache Alterskontrollsysteme und Bilderzensur mittels abdeckenden Balken.

## Lebendmöbel in der Populärkultur
- Die bekanntesten Beispiele für Forniphilie im Mainstream stammen von dem britischen Pop-Art-Künstler Allen Jones, der 1969 drei lebensechte Plastiken Hutständer, Tisch und Stuhl von Frauen in Fetisch-Kleidung anfertigte.
- In dem Kinofilm Clockwork Orange (1971) von Stanley Kubrick werden Statuen von nackten Frauen als Tische benutzt; diese waren inspiriert von Allen Jones, doch von einem Setdesigner ausgeführt.
- Die deutsche Musik-Gruppe Tic Tac Toe verwendet in dem Videoclip zu ihrem Lied Mr. Wichtig vom Album Klappe die 2te eine Szene, in dem ein schwarzer Mann im String-Tanga den drei Sängerinnen als Tisch dient. Auf die Glasplatte, die er auf seinem Rücken trägt, stellen sie Gläser ab und legen ihre Füße hoch.
- Ein ähnliches Motiv ist auf einem Cover der Maxi-CD Hell is Heaven von dkay.com zu sehen.
- Fotos von Frauen als Tische hat Bob Carlos Clarke (1987) angefertigt.
- Eine Folge der amerikanischen TV-Krimiserie CSI zeigt einen Forniphilie-Club mit 3 „Möbeln“; die gezeigten Posen sind direkt von Arbeiten des Bondage-Künstlers Gord angeregt.
- In dem Neil-Gaiman-Band Endless Nights aus der Comic-Serie The Sandman wird eine Frau in der von P. Craig Russell gezeichneten Folge Death als Tisch für ein Schachspiel benutzt.